# 韋斯特蘭 (密歇根州)
韋斯特蘭（英語：Westland）是一個位於美國密歇根州韋恩縣的城市。

## 人口
根據2020年美國人口普查的數據，韋斯特蘭的面積為52.96平方千米，當中陸地面積為52.92平方千米，而水域面積為0.04平方千米。當地共有人口85420人，而人口密度為每平方千米1,613人。